# Mugilidae
La famiglia Mugilidae comprende 75 specie di pesci d'acqua salata e salmastra conosciuti comunemente come cefali, ed unici appartenenti all'ordine Mugiliformes.

## Distribuzione e habitat
Questi pesci sono diffusi in tutti i mari tropicali e temperati della Terra.

Abitano acque costiere, più o meno profonde, spingendosi nelle lagune e nelle foci dei fiumi.

## Descrizione
Molto simili tra loro, i mugilidi presentano un corpo allungato, con dorso poco convesso e appiattito e ventre più incurvato. Le pinne pettorali sono ampie, così come le ventrali. Le pinne dorsali sono due: la prima è composta da 4 raggi spinosi, la seconda più morbida, formata da molti raggi sottili. La pinna caudale è forcuta e ampia. La linea laterale è poco visibile. 

La bocca dei mugilidi è priva di denti; internamente presenta uno stomaco muscoloso e un intestino eccezionalmente lungo. 

La livrea è piuttosto simile per tutte le specie: bianco argenteo con pinne più o meno tendenti al giallo o al bruno. Alcune specie presentano striature brune o macchie sulle pinne, altre sono tendenti al rosa.

## Alimentazione
Questi pesci si cibano di alghe (prevalentemente diatomee), organismi planctonici e detriti. Gli esemplari che si nutrono in acque dolci o salmastre crescono più velocemente degli altri.

## Pesca
Le specie appartenenti al genere Mugil sono molto ricercate in Europa, ma in linea di massima tutte le specie di questa famiglia sono pescate per l'alimentazione umana.

## Tassonomia
La famiglia comprende i seguenti generi e specie

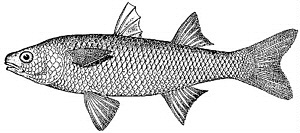
Agonostomus monticola

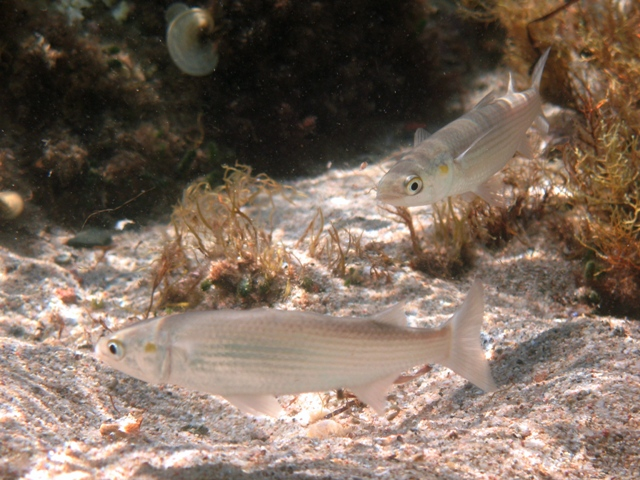
Liza aurata

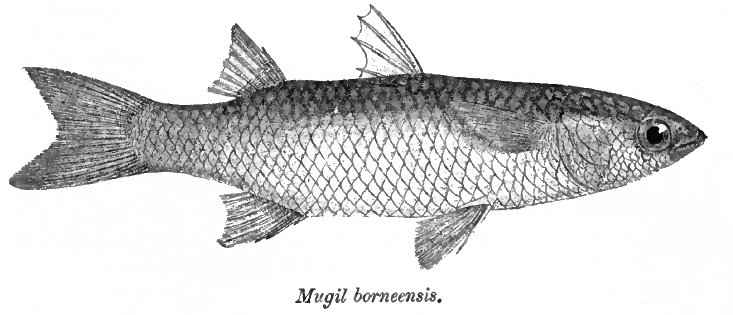
Mugil borneensis

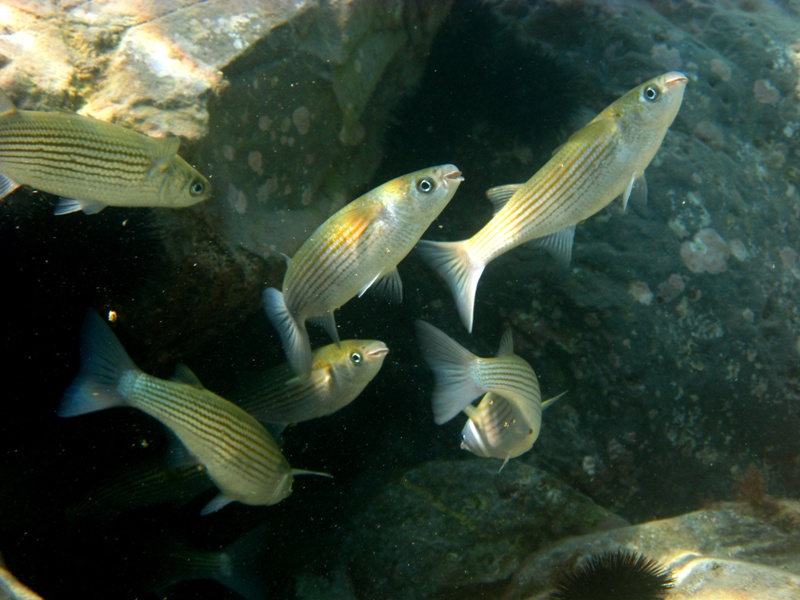
Oedalechilus labeo

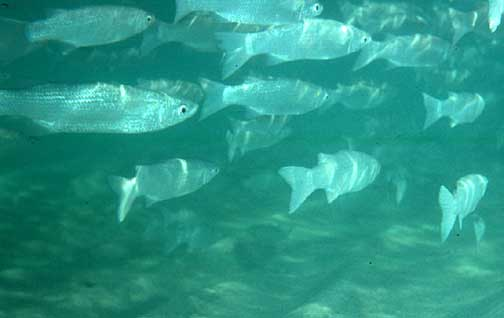
Neomyxus chaptalii

- Agonostomus
  - Agonostomus catalai
  - Agonostomus monticola
  - Agonostomus telfairii
- Aldrichetta
  - Aldrichetta forsteri
- Cestraeus
  - Cestraeus goldiei
  - Cestraeus oxyrhyncus
  - Cestraeus plicatilis
- Chaenomugil
  - Chaenomugil proboscideus
- Chelon
  - Chelon bispinosus
  - Chelon labrosus
  - Chelon macrolepis
  - Chelon melinopterus
  - Chelon parsia
  - Chelon planiceps
  - Chelon subviridis
- Crenimugil
  - Crenimugil crenilabis
  - Crenimugil heterocheilos
- Ellochelon
  - Ellochelon vaigiensis
- Joturus
  - Joturus pichardi
- Liza
  - Liza abu
  - Liza affinis
  - Liza alata
  - Liza argentea
  - Liza aurata
  - Liza bandialensis
  - Liza carinata
  - Liza dumerili
  - Liza falcipinnis
  - Liza grandisquamis
  - Liza haematocheila
  - Liza klunzingeri
  - Liza luciae
  - Liza mandapamensis
  - Liza persicus
  - Liza ramada
  - Liza ramsayi
  - Liza richardsonii
  - Liza saliens
  - Liza tricuspidens
- Moolgarda
  - Moolgarda cunnesius
  - Moolgarda engeli
  - Moolgarda pedaraki
  - Moolgarda perusii
  - Moolgarda seheli
- Mugil
  - Mugil bananensis
  - Mugil broussonnetii
  - Mugil capurrii
  - Mugil cephalus
  - Mugil curema
  - Mugil curvidens
  - Mugil gaimardianus
  - Mugil galapagensis
  - Mugil hospes
  - Mugil incilis
  - Mugil liza
  - Mugil rubrioculus
  - Mugil setosus
  - Mugil trichodon
- Myxus
  - Myxus capensis
  - Myxus elongatus
- Neomyxus
  - Neomyxus leuciscus
- Oedalechilus
  - Oedalechilus labeo
  - Oedalechilus labiosus
- Paramugil
  - Paramugil georgii
  - Paramugil parmatus
- Rhinomugil
  - Rhinomugil corsula
  - Rhinomugil nasutus
- Sicamugil
  - Sicamugil cascasia
  - Sicamugil hamiltonii
- Trachystoma
  - Trachystoma petardi
- Valamugil
  - Valamugil buchanani
  - Valamugil formosae
  - Valamugil robustus
  - Valamugil speigleri
- Xenomugil
  - Xenomugil thoburni